# Fake
FAKE – manga shōnen-ai napisana i ilustrowana przez Sanami Matō. Historia skupia się na romansie między Randym „Ryo” Macleanem i Dee Laytnerem, dwóch nowojorskich detektywach z fikcyjnego 27 posterunku. Na podstawie piątego rozdziału (II tom) mangi powstał jeden odcinek OVA. 12 maja 2007 roku miała miejsce premiera sequela FAKE Second Season w nowym japońskim magazynie Comique Hug.

## Bohaterowie
- Dee Laytner (jap. ディー・レイトナー Dī Reitonā)

Seiyū: Tomokazu Seki 
Ciemnowłosy młody amerykański policjant, który nie lubi awanturników, co jest ironiczne, ponieważ sam wydaje się nim być. Jego osobowość może zmieniać się z hałaśliwej i niestosownej na poważną i spokojną w krótkim czasie. Chociaż czasami jest humorzasty, troszczy się o bliskich mu ludzi. Jest zakochany w Ryō, ale w przeszłości umawiał się z kobietami; według Dee jest kilka typów kobiet, które lubi, ale Ryō jest jedynym i doskonałym mężczyzną, którego kocha. Twierdzi, że nienawidzi dzieci, ale dobrze rozumie motywy postępowania Bikky'ego, często udając złego wujka, gdy Ryō próbuje nałożyć trochę dyscypliny na niesfornego chłopca. Dee jest bardzo opiekuńczy wobec Carol i Bikky'ego, jest lubiany przez dzieci, które obecnie mieszkają w tym samym sierocińcu, w którym on i jego dziecięcy przyjaciel Tommy się wychowali.
- Randy „Ryō” Maclean (jap. ランディ・リョウ・マクレーン Randi „Ryō” Makurīn)

Seiyū: Nobuo Tobita 
Pół-Japończyk, pół-Amerykanin, pracuje w policji i jest partnerem Dee. Jest nieśmiały, wrażliwy oraz bardzo dojrzały, stracił rodziców w wieku osiemnastu lat. Zaopiekował się młodym Bikkym na początku historii, i  musi bardzo się starać, aby utrzymać chłopca z dala od kłopotów. Często usiłuje uniknąć zalotów Dee, ale mało skutecznie. Ryō nie jest pewny, czego tak naprawdę chce, ale zdaje się, że bardzo mu zależy na Dee mimo wszystko. Czuje się niezręcznie będąc nazywanym swoim japońskim imieniem, ponieważ oznacza to pewną intymność, a on jest typem człowieka, który ceni sobie prywatność. Jednakże, gdy Dee zaczyna używać tego imienia, inni przejmują po nim to przyzwyczajenie, i stopniowo Ryō jest on zmuszony do bycia bardziej otwartym na innych.